# تشارلي أدلر
تشارلي أدلر (بالإنجليزية: Charlie Adler) (مواليد 2 أكتوبر 1956 في نيو جيرسي)، هو ممثل وممثل صوت أمريكي.

## الأعمال
- المتحولون: الجانب المظلم للقمر
- مغامرات سامي
- المتحولون: ثأر الهاوي
- توم وجيري: السريع والمكسو بالفراء
- مغامرة ويبر الكبرى
- علاء الدين
- المنقذون أسفل تحت
- حورية البحر
- عرض توم وجيري
- بن 10: أومنيفرس

## وصلات خارجية
- تشارلي أدلر على موقع IMDb (الإنجليزية)
- تشارلي أدلر على موقع ميتاكريتيك (الإنجليزية)
- تشارلي أدلر على موقع روتن توميتوز (الإنجليزية)
- تشارلي أدلر على موقع قاعدة بيانات الأفلام العربية
- تشارلي أدلر على موقع قاعدة بيانات الأفلام العربية
- تشارلي أدلر على موقع ألو سيني (الفرنسية)
- تشارلي أدلر على موقع ألو سيني (الفرنسية)
- تشارلي أدلر على موقع ميوزك برينز (الإنجليزية)
- تشارلي أدلر على موقع أول موفي (الإنجليزية)
- تشارلي أدلر على موقع قاعدة بيانات الأفلام السويدية (السويدية)